# دوشان ريستيتش
دوشان ريستيتش (بالصربية: Душан Ристић) مواليد 27 نوفمبر 1995 في نوفي ساد، صربيا والجبل الأسود، هو لاعب كرة سلة صربي بدأ مسيرته الاحترافية في سنة 2012 ويحمل الرقم 14. يلعب حاليا مع فريق كرة السلة الذي يمثل جامعة أريزونا.

## روابط خارجية
- دوشان ريستيتش على موقع الاتحاد الدولي لكرة السلة (الإنجليزية)
- دوشان ريستيتش على موقع الدوري الأوروبي لكرة السلة (الإنجليزية)
- دوشان ريستيتش على موقع كرة السلة الأوروبية.كوم (الإنجليزية)
- دوشان ريستيتش على موقع DraftExpress.com (الإنجليزية)
- دوشان ريستيتش على موقع كلية كرة السلة في سبورتس رفرنس.كوم (الإنجليزية)
- دوشان ريستيتش على موقع ريلجم (الإنجليزية)
- دوشان ريستيتش على موقع بروبوليرز (الإنجليزية)
- دوشان ريستيتش على موقع سبورتس رفرنس (الإنجليزية)